# Mario Cavagna
Mario Cavagna (Bergamo, 12 settembre 1937) è un politico italiano.

## Biografia
Operaio bergamasco, viene candidato alla Camera dei deputati dal PCI nel 1983 senza essere eletto, subentra però a Montecitorio (dopo le dimissioni di Luciana Castellina) il 24 maggio 1984 e rimane in carica per il resto della IX Legislatura.
Viene poi eletto alla Camera dopo le elezioni politiche del 1987. In seguito alla svolta della Bolognina, aderisce al Partito Democratico della Sinistra. Termina il mandato parlamentare nel 1992.
Dal 1995 e fino al 2009 è consigliere comunale e assessore a Osio Sopra, ricoprendo anche il ruolo di vicesindaco nel quinquennio 1999-2004. 